# Варгас, Джейссон
Джейссон Андрес Варгас Саласар (исп. Jeisson Andrés Vargas Salazar; 15 сентября 1997, Сантьяго, Чили) — чилийский футболист, нападающий клуба «Унион Ла-Калера».

## Клубная карьера
Варгас — воспитанник клуба «Универсидад Католика». 6 декабря 2014 года в матче против «Универсидад де Консепсьон» он дебютировал в чилийской Примере. 25 октября 2015 года в поединке против «Палестино» он забил свой первый гол за «Универсидад Католика». В 2016 году Врагас стал чемпионом Чили.
Летом того же года Джейссон перешёл в канадский «Монреаль Импакт» и сразу же был отдан в аренду в аргентинский «Эстудиантес». В матче против «Сармьенто» он дебютировал в аргентинской Примере.
Летом 2017 года Варгас на правах аренды вернулся в «Универсидад Католика».
В начале 2018 года Джейссон присоединился к «Монреаль Импакт». 4 марта в матче против «Ванкувер Уайткэпс» он дебютировал в MLS. 17 марта в поединке против «Торонто» он забил свой первый гол за «Монреаль Импакт». В феврале 2019 года Варгас вернулся в «Универсидад Католика», отправившись в аренду на сезон 2019. По окончании сезона 2019 «Монреаль Импакт» не стал продлевать контракт с Варгасом.

## Международная карьера
В 2017 года Варгас в составе молодёжной сборной Чили принял участие в молодёжном чемпионате Южной Америки в Эквадоре. На турнире он сыграл в матчах против команд Колумбии, Парагвая и Бразилии.

## Достижения
Командные
 «Универсидад Католика»
- Чемпион Чили: клаусура 2016, 2019
- Обладатель Суперкубка Чили: 2019